# 窦辅
竇輔（167年—211年），東漢末期右扶風平陵（今陝西咸陽西北）人，是竇融的後裔，竇武的孫子。曾被荊州牧劉表闢為從事，後隨劉表次子劉琮投降曹操。不久曹操征討馬超引發潼關之戰，竇輔在此役被流矢射死。

## 生平
竇輔為東漢外戚竇武之孫，竇武因黨錮之禍被殺害，宦官曹節等急捕竇武一族。竇輔時年才二歲，被胡騰及令史南陽張敞（太尉張溫弟）帶到零陵界，詐稱已死。
胡騰養竇輔為己子，為其婚娶。竇輔舉桂陽孝廉，建安中被荊州牧劉表闢為從事，恢復竇姓劉表將此事上書朝廷。
劉表死後，曹操定荊州，竇輔和宗人遷居於鄴城。竇輔受徵辟入丞相府，後隨曹操征馬超，被流矢射殺。

## 家庭
- 祖父：竇武
- 子：竇崇，居鄴城，任遼西太守。
- 曾孫：竇堪，居遼東，任漁陽太守。
- 十一世孫:竇敬遠，西河郡公。竇敬遠返居金城，後代多襲任西河郡公；其後裔現多居鳳翔者。